# Ludovico Speranza
Ludovico Speranza (Cerreto Guidi, 11 marzo 1953) è un criminale italiano, esponente dell'organizzazione mafiosa romana Banda della Magliana.

## Biografia
Fratello del criminale e collaboratore di giustizia Massimo Speranza, è nato in provincia di Firenze, ma è sempre vissuto a Roma, dove la famiglia si  trasferì quando lui era bambino. Cominciò sin da giovane ad occuparsi da malaffare, spinto dal fratello Massimo. 

### La Banda della Magliana
Nel 1977 accettò, insieme a suo fratello, la proposta di Edoardo Toscano di entrare a far parte della neonata Banda della Magliana, attratto dai facili guadagni che questa organizzazione consentiva, ma negli anni successivi venne arrestato due volte per rapina. Nel 1980, scagionato dalle accuse, per conto della banda, si diede al commercio di sostanze stupefacenti in particolare nella zona di Acilia. 
Agli inizi degli anni ottanta, il notevole aumento di contrasti e rivendicazioni, innalzò paurosamente il livello di tensione e di ostilità tra le varie fazioni della banda stessa. In quel periodo vi fu una vera e propria faida interna con diversi morti, tra cui i suoi amici Michele D'Alto e Giuseppe Magliolo, ai quali era particolarmente legato. 
Preoccupato soprattutto della sua incolumità, decise temporaneamente di allontanarsi dalle attività criminali, ed entrò anche in conflitto con il fratello, che divenne un collaboratore di giustizia.
L'11 ottobre 1985 venne arrestato insieme ad altre sette persone per spaccio e detenzione di armi.
Uscito dal carcere due anni dopo, venne nuovamente arrestato nel 1989.

A partire dal 1990 divenne uno dei maggiori trafficanti di droga della capitale. Per questo motivo venne condannato, e si rese latitante  nel 1993, ma venne poi arrestato nel 2013, con l'accusa di spaccio, nelle zone di Ostia.